# Fujiwara no Hiroko
Fujiwara no Hiroko, född 1036, död 1127, var en kejsarinna, gift med kejsar Go-Reizei. 
Hon var syster till kejsarinnan Fujiwara no Genshi, som avled 1039 utan att ha fött en tronarvinge. Hennes äktenskap arrangerades av hennes far för att hon skulle göra vad hennes syster hade misslyckats med, och göra sin far till morfar åt en kronprins. 
Hon blev kejsarens hustru år 1050; följande år fick hon titeln kejsarinna. Hon fick den högre kejsarinnetiteln, kōgō, då hennes makes första fru Shōshi av Japan avstod från denna. Hon blev kejsarens favorit, och tack vare detta, samt sin mäktiga far regentens beskydd, hade hon en framskjuten ställning som kejsarinna, med ett eget påkostat palats och många tillställningar som till exempel poesitävlingar. 
Hon visade sig vara steril, och kunde inte föda någon kronprins. År 1068 fick Fujiwara no Kanshi den högre kejsarinnatiteln, och Fujiwara no Kanshi avstod från den högre kejsarinnetiteln och antog den längre titeln chūgū. 1069 blev hon änka och blev då nunna. Under 1100-talet, när Sekkan-erans gyllene epok var över, vördades hon som en kvarleva från denna tidsperiod.  